# Pointe Marguareis
La pointe Marguareis (Punta Marguareis en italien) est un sommet frontalier entre la France et l'Italie. Elle culmine entre 2 650 et 2 652 m d'altitude et constitue le point culminant des Alpes ligures.

## Géographie
La montagne est à la limite des communes de La Brigue (Alpes-Maritimes), de Briga Alta et de Chiusa di Pesio (province de Coni).